# Шеран (река)
Шеран (фр. Chéran) је река у Француској. Дуга је 54 km. Улива се у Фјер. 